# Прапор Болгарії
Держа́вний пра́пор Болга́рії складається із білої, зеленої та червоної горизонтальних смужок.
Біла смуга — символ миру та свободи, зелена — природні багатства країни, червона — символ мужності і крові патріотів, яку пролито в боротьбі за незалежність.
Прапор у нинішньому варіанті існує від 1990 року.

## Конструкція прапора
|                     |
| Конструкція прапора |